# الجامع الكبير بتستور
الجامع الكبير بتستور هو جامع يقع في مدينة تستور التابعة لولاية باجة والتي تبعد 76 كيلومتر عن العاصمة.
يقع الجامع الكبير بتستور وسط المدينة العتيقة وهو يجسد فن العمارة الأندلسية وخاصة الصومعة التي يظهر في أعلاها نقوش وهندسة معمارية أندلسية، كما تنفتح واجهاته بنوافذ صغيرة مزدوجة وغنية بالزخارف المصنوعة من الزليج، إضافة إلى ساعة ميكانيكيّة توجد في أعلى الصومعة كانت قديما تعدّل عن طريق ساعة شمسية موجودة في صحن الجامع، ويقترب مظهر الصومعة من أبراج الأجراس الأراغونية الموجودة في جنوب إسبانيا. ويتسع المصلى في الجامع الكبير بتستور حوالي 1000 مصل بالإضافة إلى الصحن الموجود في وسط الجامع.

## بناء الجامع

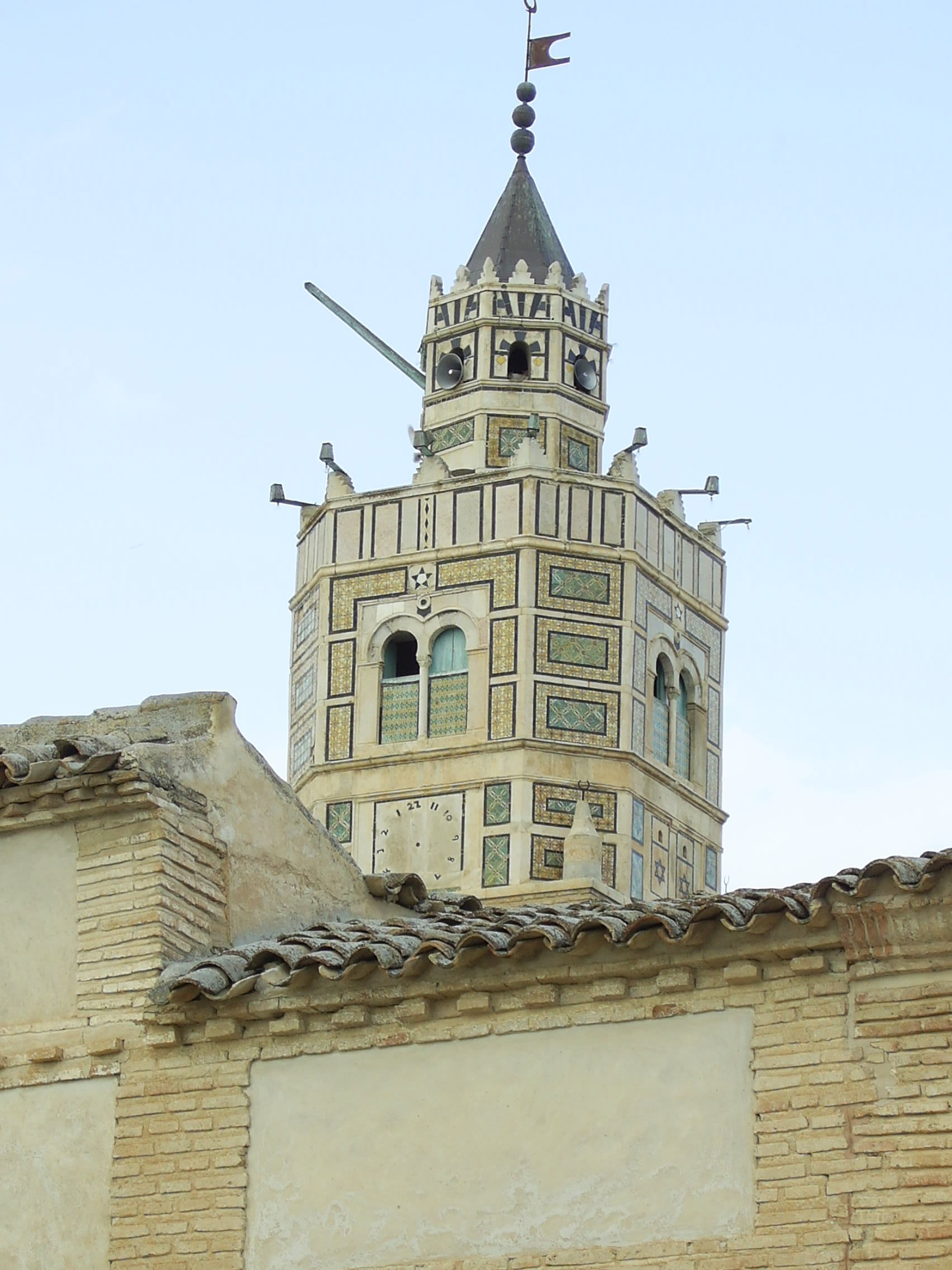
صومعة الجامع كما يظهر بعض الخزف

أستعمل في بناء الجامع الحجر الجيري والجليز والرخام الإسباني إضافة إلى الخزف الملون والقرمود وأستعمل في بناء المحراب الأجر البارز.
ويبلغ ارتفاع الصومعة 23 متر وهي مثمنة الشكل وعندما تدخل مدينة تستور تظهر صومعة الجامع شاهقة وتمثل مشهد من العمارة الأندلسية. ويعود تاريخ بناء الجامع إلى عام 1630م، ومؤسسه محمد تغرينو.

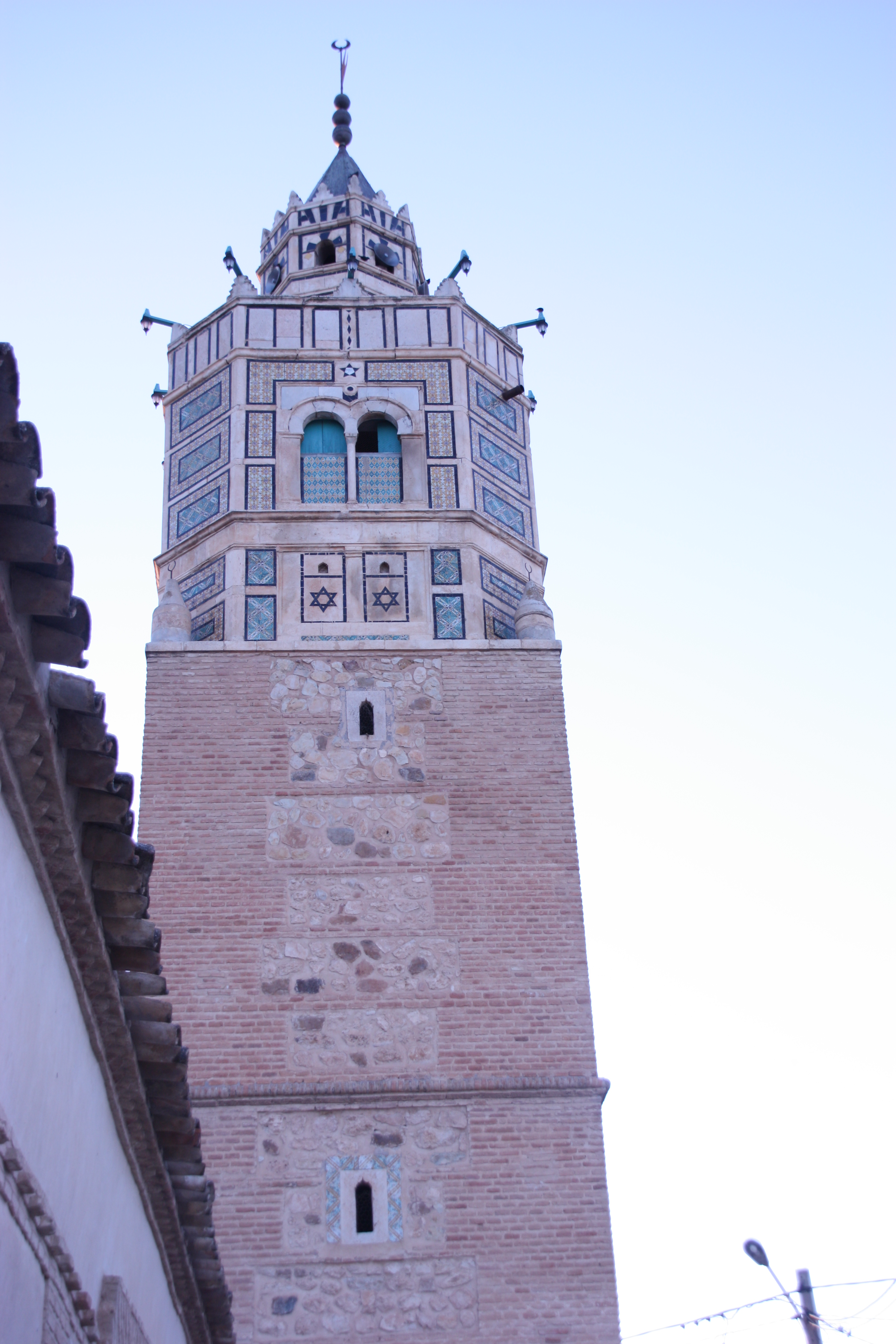
صومعة الجامع الكبير بتستور

.

## شهرته
أصبح الجامع الكبير بتستور مشهورا محليا وعالمياً حيث يأتي السياح والزوار من كل المدن ومن كل أنحاء العالم لزيارة المدينة التاريخية الأندلسية تستور ولزيارة الجامع.

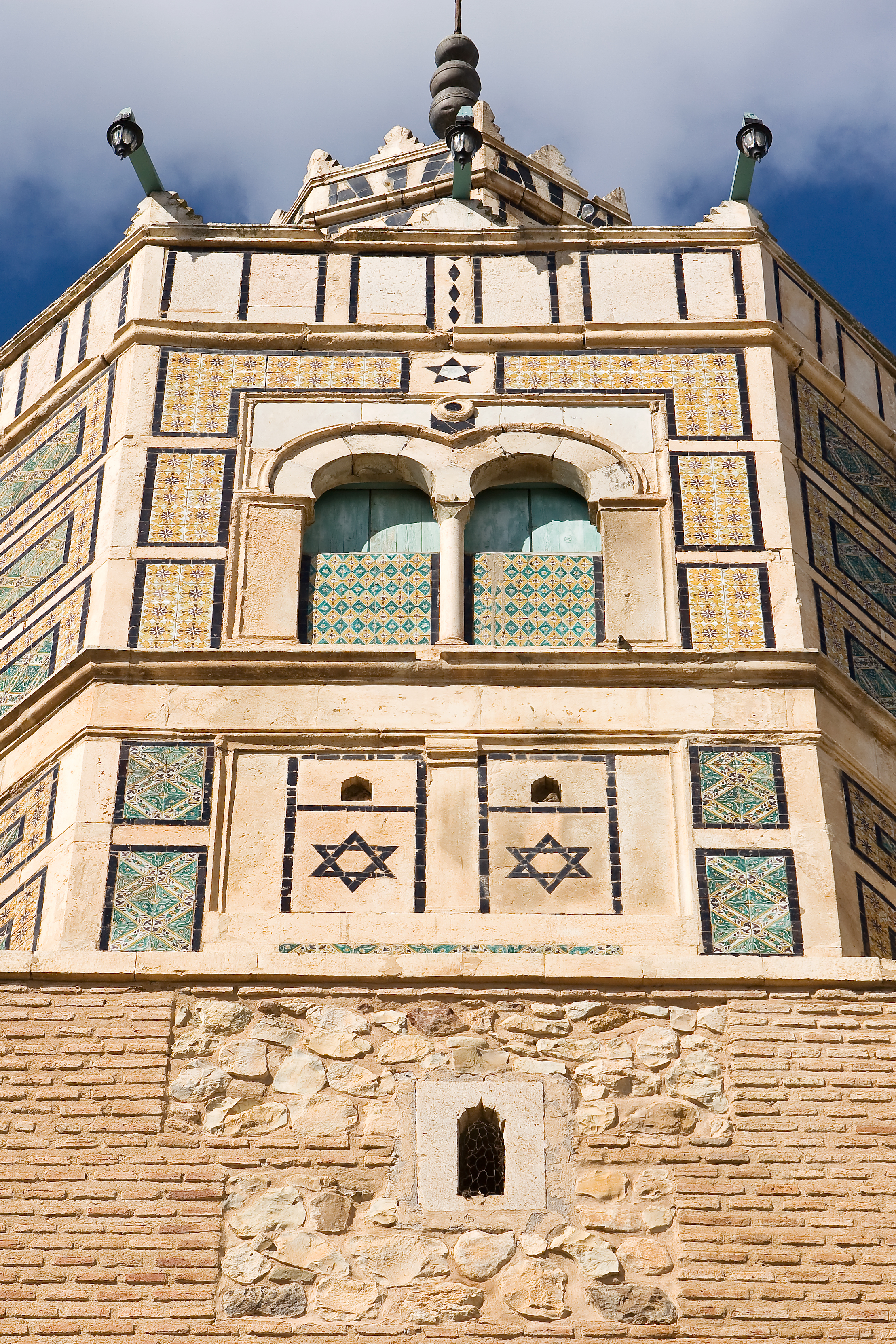
الزخرف الموجود في أعلى الصومعة

## أحداث
يوجد اليوم في أعلى الصومعة ساعة ميكانيكيّة إلكترونية ، تقوم الأقمار الصناعية بتعديلها أوتوماتيكيّا ووقع إصلاحها و إعادتها إلى الحياة في نوفمبر 2014 و بعد تجديدها جلبت الكثير من الزوار. هذه السّاعة طريفة و عجيبة، إذ أنّها كانت معطّلة و في غيوية منذ 3 قرون، و هي أوّل ساعة ميكانيكيّة معلّقة أعلى مئذنة في العام الإسلامي، ثبّتها الأندلسيّون المؤسسّون للمدينة و جعلوا ميناها من الحجر الرّخامي و ثبّتوا فيه أرقاما خزفيّة تتّجه من اليمين إلى اليسار و نحو المحورو لهذا فعقاربها تدور على خلاف ما عهدناه و تعودّنا عليه في زمننا اليوم، وبهذا فقد حيّرت هذه الساعة الأندلسيّة للجامع الكبير بتستور العديد من العُلماء، لماذا عقاربها تعمل بالعكس ؟ و بقي هذا السؤال متداولا إلى حد يومنا هذا ، إلى أن أجاب عنه المهندس عبد الحليم الكوندي في كتابه المخصّص لهذا الموضوع.